# Tatra RT8D5

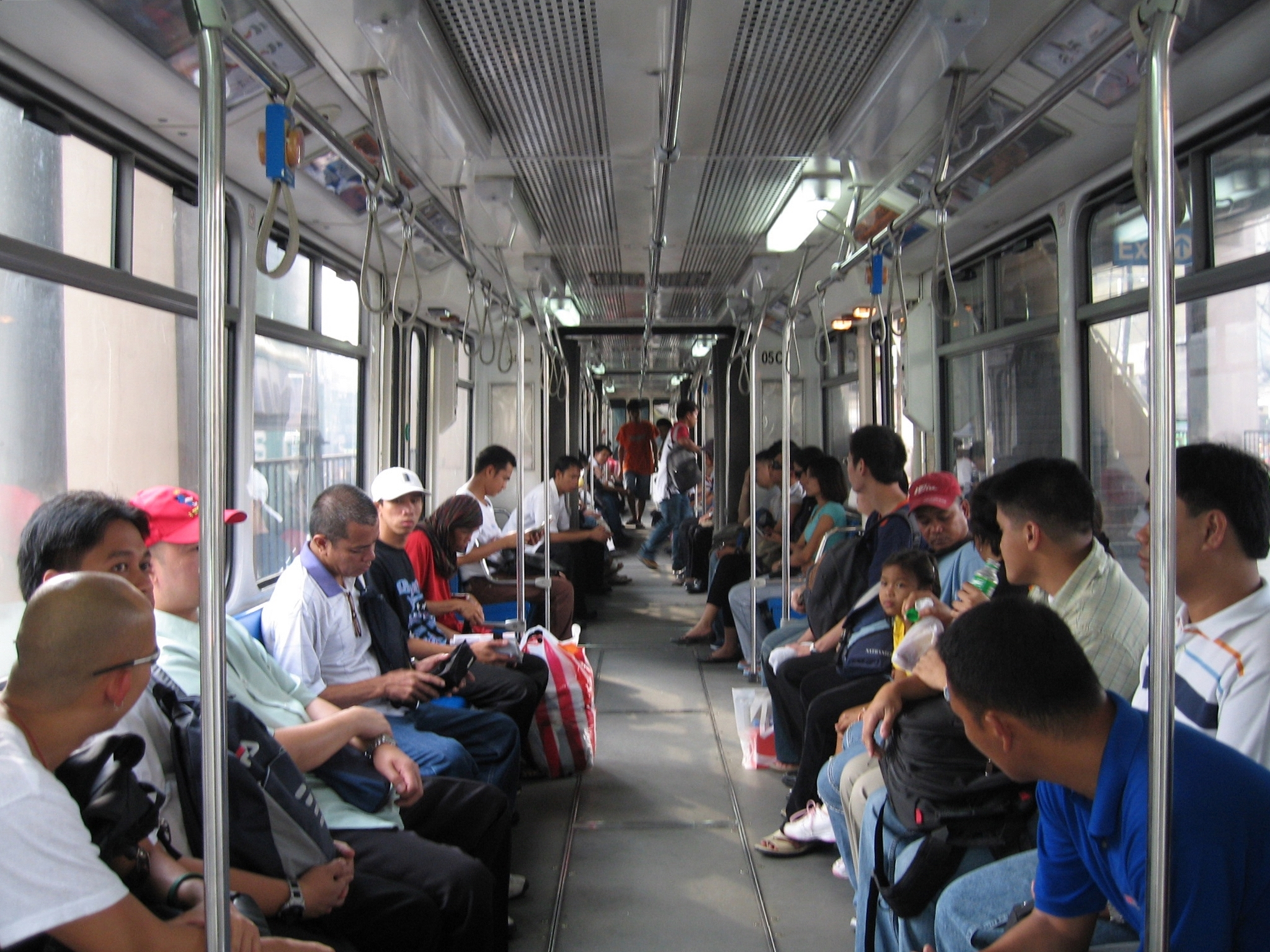
Interiér tramvaje Tatra RT8D5M

Tatra RT8D5 je rychlodrážní tříčlánková tramvaj, kterou v letech 1997 až 1999 vyráběla firma ČKD Dopravní systémy pro rychlodrážní systém v hlavním filipínském městě Manile. Prototyp vznikl již v roce 1995 a byl odvozen od tramvají typu Tatra KT8D5. V rámci dopravce MRTC je označována jako řada 3000.

## Historické pozadí
Již od poloviny 80. let 20. století byla plánována v hlavním městě Filipín, Manile, výstavba rychlodrážní tramvajové trati navazující na trať LRT 1 zprovozněnou v roce 1982. V roce 1988 došlo k prvnímu kontaktu mezi československým Pragoinvestem a filipínskou firmou E. L. Enterprises. O čtyři roky později pak byla podepsána smlouva, podle níž měla ČKD Tatra dodat pro tuto novou linku 84 tramvají Tatra KT8D5 v podobném provedení, v jakém byly dodávány českým a slovenským dopravním podnikům. V roce 1995 byl proto vyroben prototypový vůz, který vzhledově velice připomínal typ KT8D5. Následujícího roku ale došlo ke změně složení akcionářů filipínské společnosti, která byla přejmenována na Metro Rail Transit Corporation (MRTC), a rovněž byly pozměněny technické požadavky na vozidla. Ještě téhož roku byla podepsána nová smlouva na dodávku 73 tramvají.

## Konstrukce
Tatra RT8D5 je jednosměrný tříčlánkový motorový tramvajový vůz. Vozová skříň je usazena na čtyřech dvounápravových podvozcích se všemi hnacími nápravami. Skříň tramvaje je vyrobena z navzájem svařených ocelových částí, podlaha je z překližek potažených protiskluzovým materiálem. Kabina řidiče se nachází v jednom čele vozidla, v zadním čele se nachází pouze malý manipulační panel. Tramvaje jsou ale vybaveny dveřmi z obou stran, takže po spojení vozů zadními částmi k sobě jsou provozovány jako obousměrné vratné soupravy. V krajních článcích se nacházejí na každé straně vždy dvoje dvoukřídlé předsuvné dveře, ve střední článku jedny. Vzhledem k velké výšce manilských nástupišť je celá podlaha tramvaje v jedné rovině (925 mm na temenem kolejnice) a nejsou u dveří potřebné schody. Řidičova kabina i prostor pro cestující jsou vybaveny klimatizací, řidič vozidlo ovládá ručním řadičem. Sedačky pro cestující jsou řešeny jako podélné lavice.
Tramvaj RT8D5 pohání osm stejnosměrných trakčních motorů (každý vždy jednu nápravu), vozidlo je vybaveno elektrickou výzbrojí TV14Z s pulzními měniči vybavenými IGBT tranzistory. Ta umožňuje provoz souprav tvořených až čtyřmi spřaženými vozy RT8D5 řízených z čelního stanoviště. Vůz je vybaven jedním polopantografem a třemi druhy brzd: elektrodynamickou, mechanickou kotoučovou a kolejnicovou.
Prototyp se od výše popsaných sériových vozů částečně odlišoval. Kromě designu připomínající původ tramvaje v typu KT8D5 se jednalo o klasickou obousměrnost (kabiny řidiče se nacházely v obou čelech vozu) či ovládání vozidla nožními pedály.

## Dodávky a provoz tramvají Tatra RT8D5

### Prototyp
Prototyp tramvaje RT8D5 byl dokončen zřejmě počátkem roku 1995 a v březnu toho roku vyjel na první zkušební jízdy po pražské tramvajové síti s evidenčním číslem výrobce 0029. Po jejich ukončení byl odstaven a vzhledem k nepoužitelnosti pro běžný provoz v Praze byl na objednávku MRTC podroben crash testům, které se uskutečnily 3. listopadu 1998 v areálu Ústředních dílen Dopravního podniku hl. m. Prahy. Nejprve bylo do tramvaje najížděno rovněž odstaveným prototypem č. 0013 vozu Tatra T5A5 (rok výroby 1981), který byl sunut. Hlavní částí crash testu ale bylo najetí vyřazenou pražskou tramvají Tatra T3 ev. č. 6663 (rok výroby 1967) rychlostí přes 40 km/h, která byla při této zkoušce zničena. Naopak prototypový vůz nebyl v hlavních nosných částech výrazněji poškozen. Poté byla tramvaj RT8D5 několik let odstavena v areálu Ústředních dílen než došlo k jejímu sešrotování.

### Manila
| Současný stát | Město  | Článek | Typ    | Roky dodávek | Počet vozů | Evidenční čísla při dodání | Poznámky | Zdroj |
| ------------- | ------ | ------ | ------ | ------------ | ---------- | -------------------------- | -------- | ----- |
| Filipíny      | Manila | článek | RT8D5M | 1998–2000    | 73         |                            |          | [ 1 ] |

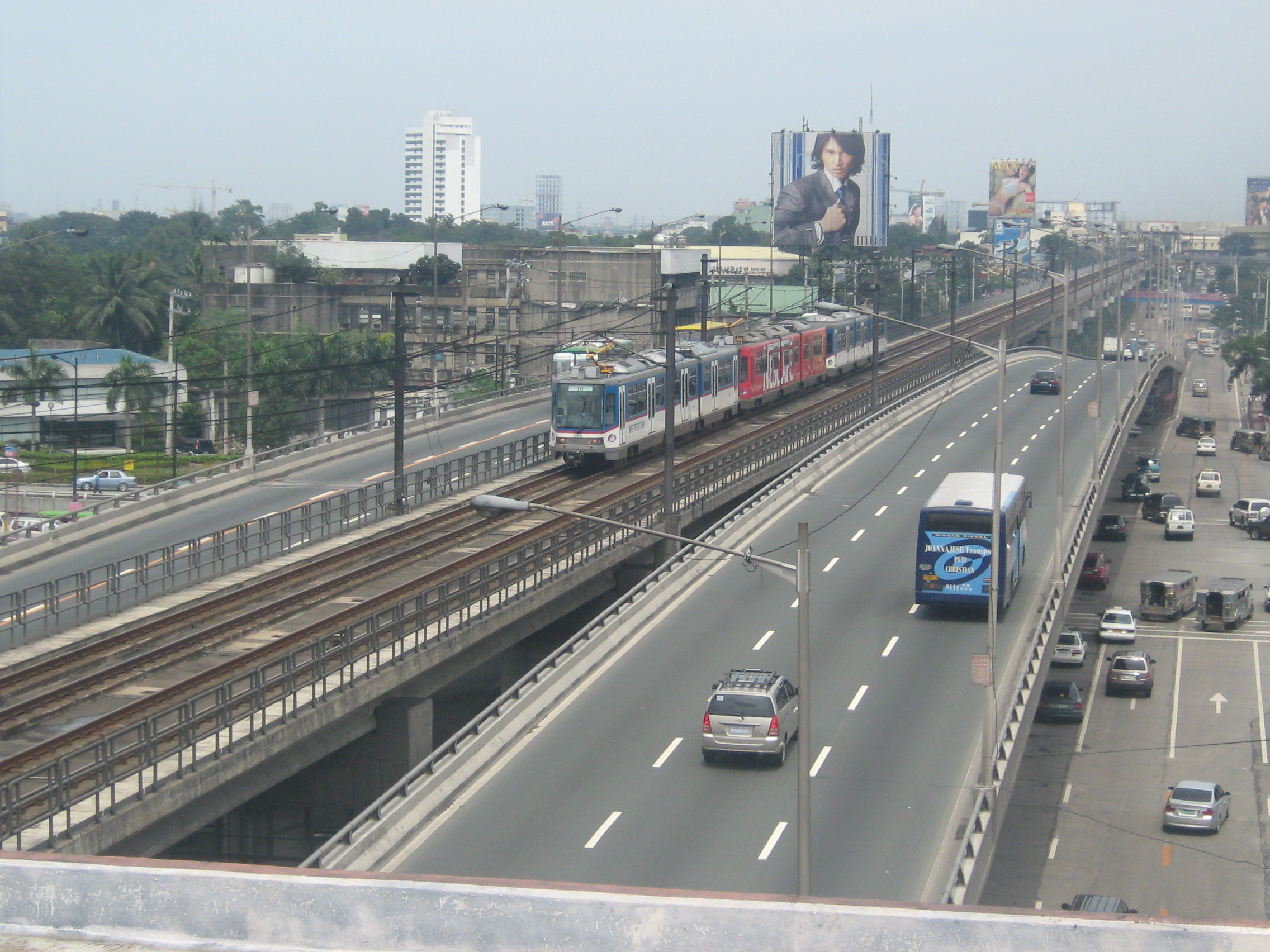
Souprava vozů RT8D5M na trati v Manile

Pro manilskou trať MRT 3 bylo v letech 1997 až 1999 vyrobeno celkem 73 tramvají označovaných jako RT8D5M. Výstavba linky byla zahájena na podzim roku 1996 a 27. dubna 1998 byla uskutečněna první slavnostní jízda na 800 m dlouhém úseku. Pro tuto příležitost byla na Filipíny letecky přepravena první tramvaj RT8D5M. Postupně následovaly další vozidla, která již byla převážena na lodích po 12 kusech, tak, aby v červenci 1999 mohl začít zkušební provoz na hlavním úseku trati mezi stanicemi North Avenue a Buendia. Plný provoz na tomto úseku byl zahájen 15. prosince 1999, zbytek trati mezi Buendií a Taft Avenue byl zprovozněn 20. července 2000. Tramvaje jsou typicky provozovány ve třívozových vlacích, denně bývá vypraveno až 60 vozů (tedy 20 vlaků).
V letech 2008 až 2009 byly tramvaje modernizovány: došlo k výměně klimatizačních jednotek a obnově exteriéru i interiéru. V rámci druhé modernizace byly tři vozy znovu modernizovány v letech 2016 až 2017, ostatní pak v letech 2019 až 2023. Kromě výměny klimatizačních jednotek a obnovy interiéru a exteriéru zahrnovala druhá modernizace také výměnu trakčních motorů, kol či sběračů. Část dílů pro modernizaci zajišťovala česká firma SKD Trade.
V říjnu 2023 bylo v provozu 72 vozů, neboť jeden vůz byl vyřazen po nehodě v roce 2014.